# Agrarna geografija
Agrarna geografija grana je ekonomske geografije koja se bavi proučavanjem područja s obradivim površinama i njihovim utjecajem na fizički krajobraz.
Agrarna geografija proučava prostorne obrasce agrikulturalne ili poljoprivredne aktivnosti. U glavne teme proučavanja spadaju varijacije u poljoprivrednoj aktivnosti unutar glavnih bioma, delimitacija poljoprivrednih regija, proučavanje poljoprivrede kao sustava, te klasifikacija poljoprivrednih termina obično povezanih sa sljedećim pojmovima: intenzivan/ekstenzivan; komercijalan/održiv; nomadski/sedentaran i pastirski/obradivi/miješani. Neki agrarni geografi istražuju načine na koje se agrarni sustavi mijenjaju ovisno o razini razvoja (vidi pozitivizam, postpozitivisti).
Ostale veće teme u ovoj disciplini jesu: povećana poljoprivredna proizvodnja pomoću zemljišne reforme, zelena revolucija i prikladne tehnologije, difuzija agikulturnih inovacija i učinak poljoprivrede na ekosustave.
Teorije agrarne geografije uključuju von Thünenov model uporabe zemljišta koji inkorporira koncept ekonomske rente i Böserupovu teoriju povećanja stanovništva.
Agrarna geografija jedna je od četiriju sistemskih grana unutar ekonomske geografije (ostale su industrijska i prometna geografija, te geografija trgovine i usluga). Kako su u centru istraživanja agrarne geografije primarne djelatnosti ponekad se ova geografska grana naziva i geografijom primarnih djelatnosti.

## Povijesni pregled
Prije oko deset do dvanaest tisuća godina ljudi su započeli pripitomljavati životinje i kultivirati biljke radi prehrane. Prije ove Prve agrarne revolucije ljudi su se pretežno bavili lovom i skupljanjem kako bi priskrbili zalihe hrane. Iako su i dalje u svijetu postojale skupine lovaca i sakupljača, većina društava se usmjerilo na poljoprivrednu djelatnost. Početci poljoprivrede nisu se pojavili samo na jednom mjestu, već su se gotovo istovremeno pojavili diljem svijeta, vjerojatno kroz pokušaj uspjeha i pogreške u uzgoju različitih biljaka i životinja ili dugotrajnim ekperimentiranjem. Između prve agrarne revolucije prije nekoliko tisuća godina i 17. stoljeća, poljoprivreda se nije previše mijenjala.
U 17. stoljeću dogodila se Druga agrarna revolucija kojom se povećala učinkovitost proizvodnje jednako kao i distribucija što je omogućilo da se više ljudi preseli u gradove kako je industrijska revolucija napredovala. Europske kolonije u 18. stoljeću postale su izvorima sirovinskih poljoprivrednih i mineralnih proizvoda za industrijalizacijske nacije.
Danas su mnoge države koje su nekoć bile europske kolonije, a posebice one u Srednjoj Americi, još uvijek uključene u istu vrstu poljoprivredne proizvodnje kao i tijekom prethodnih stoljeća. Poljodjelstvo u 20. stoljeću postalo je visokotehnološko u razvijenijim zemljama uporabom geografskih tehnologija poput GIS-a, GPS-a i daljinskih istraživanja dok su manje razvijene države nastavile praksu sličnu onoj razvijenoj nakon Prve agrarne revolucije prije nekoliko tisuća godina. 
Oko 45% svjetskog stanovništva zarađuje za život kroz poljoprivredu. Udio stanovništva uključen u poljoprivredu iznosi od 2% u SAD-u do oko 80% u nekim dijelovima Azije i Afrike. Postoje dvije vrste poljoprivrede, autarkične (samoodržive) i komercijalne (tržišne).
Na svijetu žive milijuni samoodrživih poljoprivrednika koji proizvode onoliko usjeva koliko im je potrebno da prehrane svoje obitelji.
Mnogi samoodrživi poljoprivirednici koriste metode poput posijeci-i-spali ili itinerantne poljoprivrede. Spaljivanje je glavna tehnika koju koristi 150 do 200 milijuna ljudi, a posebno prevladava u Africi, Latinskoj Americi i jugoistočnoj Aziji. Dio zemlje se očisti i spali kako bi pružila barem jednu do tri godine dobrih usjeva za taj dio zemlje. Jednom kad se zemlja više ne može iskoristiti, novi dio se posječe i spali za drugi ciklus usjeva. Spaljivanje nije napredna ili dobro organizirana metoda poljoprivredne proizvodnje, već je prikladna za poljoprivrednike koji ne znaju mnogo o navodnjavanju, tlu i umjetnoj gnojidbi.
Druga vrsta poljoprivrede je tržišna poljoprivreda u kojoj je primarna svrha prodati proizvode na tržištu. Ovo se zbiva diljem svijeta i uključuje veće plantaže voća u Srednjoj Americi kao i velika agropoduzeća koja se bave uzgojem pšenice na Srednjem zapadu u SAD-u.  
Geografi obično identificiraju dva glavna "pojasa" usjeva u SAD-u. Pšenični pojas proteže se kroz obje Dakote, Nebrasku, Kansas i Oklahomu. Kukuruz, koji se prvenstveno koristi za stočnu prehranu, uzgaja se od juga Minnesote, preko Iowe, Illinoisa, Indiane i Ohija.
J. H. von Thünen razvio je 1826. model za poljoprivrednu uporabu zemlje. Od tada do danas koriste ga brojni geografi. Njegova teorija tvrdi kako bi se slabije otporni i teži proizvodi trebali uzgajati bliže urbanim područjima. Gledajući u usjeve koji rastu unutar metropolitanskih područja u SAD-u može se vidjeti da je njegova teorija još uvijek ispravna. Vrlo je uobičajeno da se manje otporno povrće i voće uzgaja unutar metropolitanskih područja dok se otpornije i teže kvarljivo žito uglavnom proizvodi u nemetropolitanskim okruzima.
Poljoprivreda danas zauzima oko trećinu kopna na planetu, a njome se bavi oko 2,5 milijarde ljudi. Stoga je vrlo važno znati otkud hrana dolazi.